# Умберто Гуарньєрі (адмірал)
Умберто Гуарньєрі (італ. Umberto Guarnieri, нар. 1 серпня 1937, Капуя) - італійський адмірал, начальник генерального штабу ВМС Італії протягом 1998-2001 років.

## Біографія
Умберто Гуарньєрі народився 1ерпня 1937 року в Капуї. У 1951 році вступив до військової школи «Нуціателла» (італ. Nunziatella). Після завершення навчання вступив до Військово-морської академії в Ліворно, яку закінчив у 1959 році у званні гардемарина. Також пройшов навчання у США та Франції за спеціальністю «Комунікації та радіоелектронна боротьба».
За час своєї кар'єри Умберто Гуарньєрі командував патрульним катером «Фольгоре», корветами «Габбіано» та «Сфіндже», був помічником капітана крейсера-вертольотоносця «Вітторіо Венето», командував фрегатом «Лупо» та есмінцем КРО «Ардіто».
Крім того, ніс службу на керівних посадах, зокрема був начальник штабу 2-ї морської дивізії, начальником 2-го відділу генерального штабу флоту. Також викладав курс «Комунікації та радіоелектронна боротьба» у Військово-морській академії.
Отримавши звання контрадмірала, командував 2-ю морською дивізією.
Протягом 1993-1996 років був заступником начальника генерального штабу ВМС Італії, після чого командував оперативними силами флоту. Був командувачем військово-морських сил НАТО у центральному Середземномор'ї та південній Європі.
Протягом 1998-2001 років - начальник генерального штабу ВМС Італії.
Після виходу у відставку Умберто Гуарньєрі був президентом фірми «Orizzonte Sistemi Navali» (інженерна фірма у складі корпорації «Fincantieri»).

## Нагороди

### Італійські
- Кавалер Великого хреста Ордена «За заслуги перед Італійською Республікою»
- Маврикіанська медаль заслуг за 10 п'ятиліть бездоганної військової кар'єри
- Почесна медаль за довголітнє судноводіння (20 років)
- Золотий хрест за вислугу років (40 років)
- Медаль заслуг за довголітнє командування

### Іноземні
- Командор Ордена Морських заслуг (Бразилія)
- Пам'ятна медаль ООН за миротворчі операції в Лівані